# Хјулет Харбор (Њујорк)
Хјулет Харбор (енгл. Hewlett Harbor) град је у америчкој савезној држави Њујорк.

## Демографија
По попису из 2010. године број становника је 1.263, што је 8 (-0,6%) становника мање него 2000. године.
| Група             | 2000.         | 2010.         |
| Белци             | 1.202 (94,6%) | 1.160 (91,8%) |
| Афроамериканци    | 5 (0,4%)      | 10 (0,8%)     |
| Азијати           | 40 (3,1%)     | 49 (3,9%)     |
| Хиспаноамериканци | 14 (1,1%)     | 30 (2,4%)     |
| Укупно            | 1.271         | 1.263         |